# Nach (Rapper)
Nach (früher auch Nach Scratch; * 1. Oktober 1974 in Albacete, Kastilien-La Mancha; bürgerlicher Name: Ignacio Fornés Olmo) ist ein spanischer Rapper, der in der ostspanischen Stadt Alicante aufgewachsen ist und heute einer der bekanntesten und populärsten Rapper Spaniens und Lateinamerikas ist.
Nach wurde in Albacete geboren, wuchs jedoch in Alicante auf. Dort absolvierte er auch ein Soziologie-Studium an der Universität Alicante.
Seine ersten Werke erschienen bereits in den Jahren 1995 und 1997 (D.E.P. und Trucos), während sein erstes professionelles Album (En la brevedad de los días) erst im Jahr 1999 in die Läden kam. In den folgenden Jahren erschienen dann die Alben Poesía Difusa und Ars Magna - Miradas. Später schrieb Nach die offizielle Hymne für die Saison 2004–05 der spanischen Basketball-Profiliga ACB mit dem Titel Juega. Auf Grund seiner ständig wachsenden Popularität wurde Universal Music auf Nach aufmerksam und nahm ihn 2008 unter Vertrag. Im gleichen Jahr erschien sein 4. Studioalbum Un Día en Suburbia.

## Diskografie

### Alben
- 1995: D.E.P. ("Demotape")
- 1997: Trucos ("Demotape")
- 1999: En la brevedad de los días (Revelde)
- 2003: Poesía difusa (Boa Music)
- 2005: Ars Magna - Miradas (Boa Music)
- 2008: Un día en Suburbia (Universal Music, ES: Gold)[2]
- 2011: Mejor que el silencio (Universal Music, ES: Gold)
- 2014: Los viajes inmóviles (Universal Music)
- 2015: A través de mí (Universal Music)
- 2018: Almanauta (Universal Music)